# Скверноядение

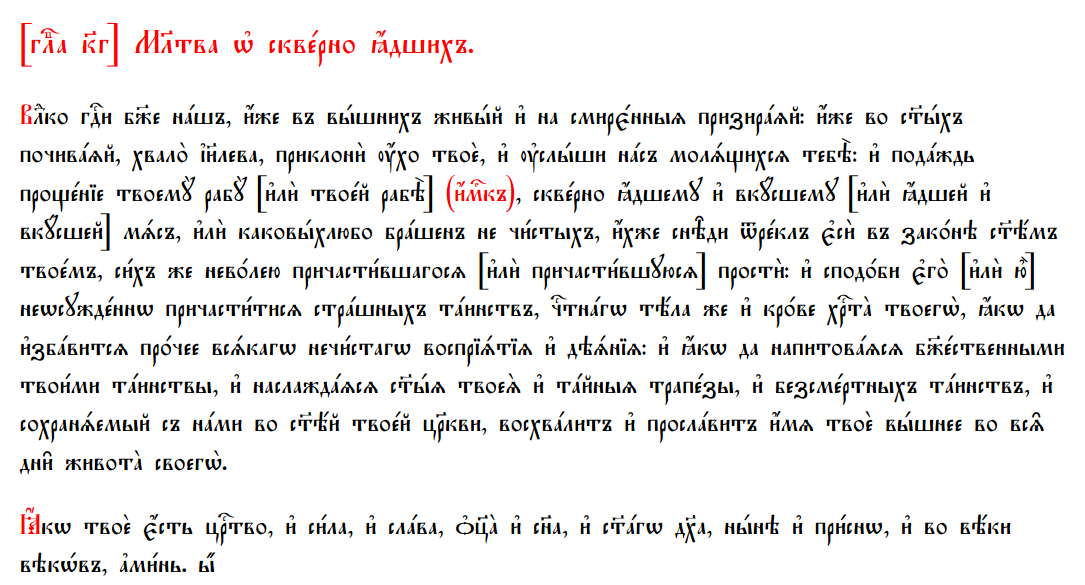
Требник. Молитва о скверноядших.

Сквернояде́ние (др.-греч. μιαροφαγία от др.-греч. μιᾰρός — «грязный» + др.-греч. φάγος — «любитель поесть») — в христианской православной церкви употребление запрещённой еды. К запрещённой пище относятся: идоложертвенное, кровь животных, мертвечина, звероядина, удавленина.
Одно из наиболее ранних употребление слова «скверноядение» встречается в апокрифической Четвёртой книге Маккавеев: «Тиранское дѣло принуждать насъ не только нарушать законъ, но и ѣсть для того только, чтобы тебѣ поглумиться надъ этимъ сквернояденіемъ, столько ненавистнымъ для насъ» (5. 27).
Понятие «скверноядение» возникло в христианстве следующим образом. Язычник Корнилий сотник был обращён в христианство и крещён апостолом Петром. До обращения Корнилия членами христианской церкви были исключительно иудеи. Члены христианской общины продолжали соблюдать предписания Ветхого Завета — Закон Моисея. После обращения Корнилия к христианской общине начали присоединяться и другие язычники, и возник вопрос о том, должны ли язычники, перешедшие в христианство, соблюдать все предписания Закона Моисея: обрезание, жертвоприношение животных в Иерусалимском храме, левират, а также множества обрядовых ритуалов, введённых книжниками и фарисеями в религиозную жизнь иудеев. Около 49 года в Иерусалиме был созван Собор, в котором приняли участие апостолы и на котором было принято решение о том, что для крещённых язычников достаточно воздержания от идоложертвенного, крови, удавленины и блуда, а также запрещалось верующим делать другим того, чего себе не хотят. В дальнейшем крещённые иудеи, которые соблюдали закон Моисея, исчезли в христианстве; они перестали чем бы то ни было отличаться от крещённых язычников. Запрет на скверную еду распространился на всех христиан.
Запрет на скверную еду изложен в 63 каноне святых апостолов:
Аще кто епископ, или пресвитер, или диакон, или вообще из священ наго чина, будет ясти мясо в крови души его, или звероядину, или мертвечину: да будет извержен. Ибо сие закон запретил (Деян. 15, 29). Аще же сие соделает мирянин: да будет отлучен
и во 2 правиле Гангрского собора:
Аще кто, с благоговением и верою ядущаго мясо (кроме крови, идоложертвеннаго и удавленины), осуждает, аки бы, по причине употребления онаго, не имеющаго упования: да будет под клятвою
Запрет со ссылкой на 63 правило повторен в 131 правиле Номоканона при Большом Потребнике:
Иже яст мертвечину, или зверохищное, сиречь волком снедомое, или птицею пораженное, сиречь, или от крагуя или от иныя птицы, или кровь, или удавленину, обретаемая в тенетах, или от тех, яже удавляют латини, священник убо извергается, мирский отлучается, по шестьдесят третьему правилу от святых апостолов, сиречь не причастится лета два, и канон
Во время Великой схизмы и в последующее время православные ставили в вину католикам скверноядение.
Скверноядение является грехом. В православном Требнике существует молитва о скверноядших. Судя по заключительным словам молитвы, она открывала доступ к причащению.
Феодор Вальсамон, толкуя 2 правило Григория Неокесарийского; и Матфей Властарь в Алфавитной синтагме, ссылаясь на 1 правило Григория Чудотворца, считают, что тот, кто находился в плену и вкусил скверную еду по недостатку пищи, должен быть подвергнут меньшей епитимье.
В некоторых книгах список запрещённой еды расширен. Например, в апокрифическую книгу Зонар в одно из правил добавлен целый список птиц и животных, мясо которых возбраняется вкушать: ворона, галка, кукушка, орёл, рарог, волк, лиса, куница, белка, собака, кошка, полх. Подобные дополнения не являются каноническими.